# ماغنوس ليندغرين
ماغنوس ليندغرين (بالسويدية: Magnus Lindgren)‏ هو عازف جاز وملحن سويدي، ولد في 1974 في فيستيروس في السويد.

## وصلات خارجية
- الموقع الرسمي
- ماغنوس ليندغرين على موقع ميوزك برينز (الإنجليزية)
- ماغنوس ليندغرين على موقع ديسكوغز (الإنجليزية)